# Animismo

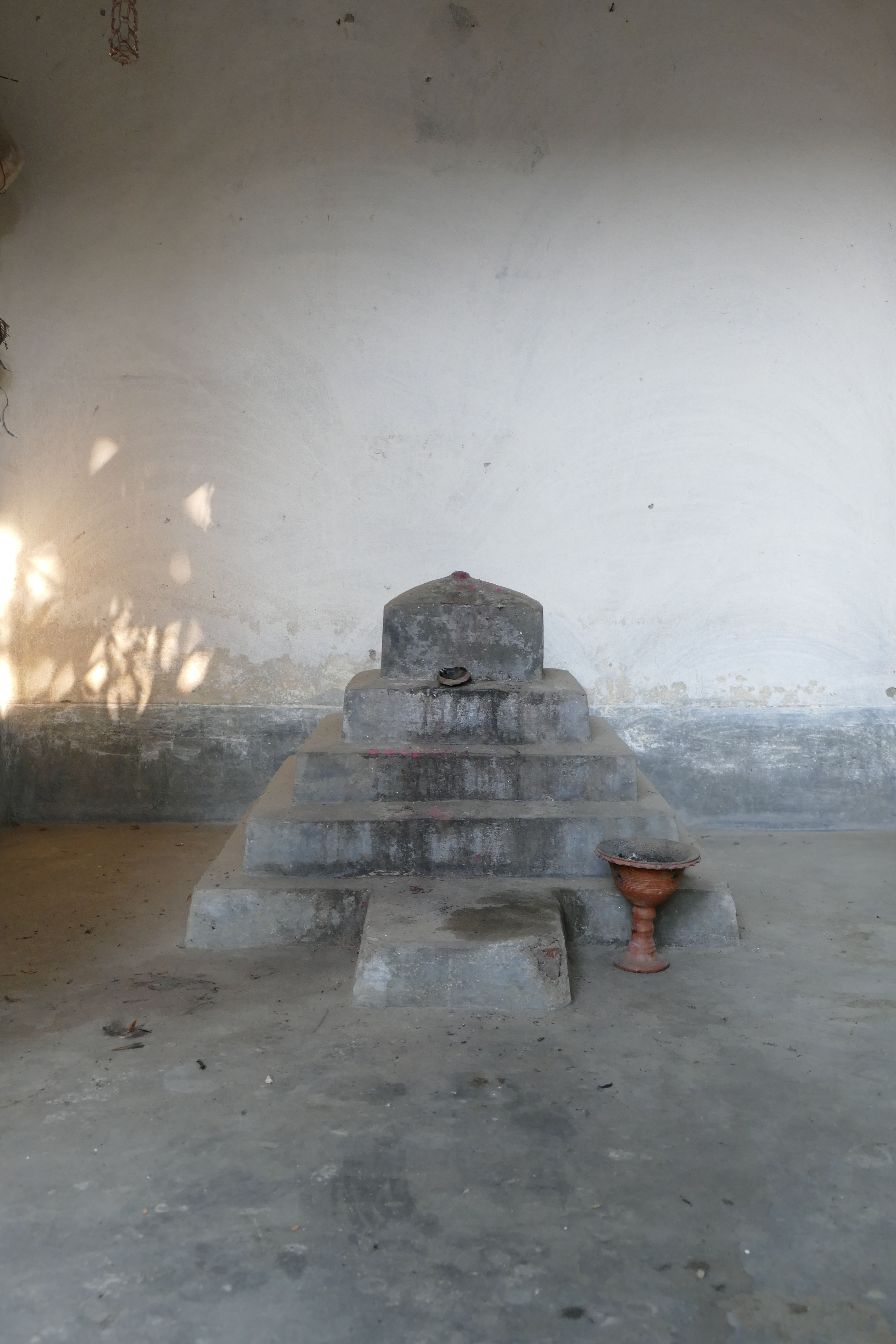
Lugar sagrado em uma vila de Santhal no distrito de Dinajpur, Bangladesh.

O animismo (do termo latino animus, "alma, vida") é a cosmovisão em que entidades não humanas (animais, plantas, objetos inanimados ou fenômenos) possuem uma essência espiritual.
O animismo é usado na antropologia da religião como um termo para o sistema de crenças de alguns povos indígenas, especialmente antes do desenvolvimento de religiões organizadas. Apesar de cada cultura ter suas próprias mitologias e rituais diferentes, "animismo" é um termo usado para descrever o segmento mais comum e fundacional das perspectivas espirituais ou sobrenaturais dos povos indígenas. A perspectiva animística é tão fundamental, mundana e diária que os povos indígenas mais animistas nem sequer têm uma palavra em seus idiomas que corresponda a "animismo" (ou mesmo a "religião"); o termo é uma construção antropológica, e não uma designação dada pelos próprios povos.
Em grande parte devido a essas discrepâncias etnolinguísticas e culturais, existe um debate sobre se o animismo refere-se a uma ampla crença religiosa ou a uma religião de pleno direito. A definição atualmente aceita de animismo só foi desenvolvida no final do século XIX por sir Edward Tylor, que criou-a como "um dos primeiros conceitos da antropologia, se não o primeiro".
O animismo abrange a crença de que não há separação entre o mundo espiritual e o mundo físico (ou material), e de que existem almas ou espíritos, não só em seres humanos, mas também em animais, plantas, rochas, características geográficas (como montanhas ou rios) ou em outras entidades do meio ambiente natural, como o trovão, o vento, a cachoeira e as sombras. O animismo rejeita, assim, o dualismo cartesiano. Exemplos de animismo podem ser encontrados no xintoísmo, na religião serer, no hinduísmo, no budismo, na cientologia, no jainismo, paganismo, e neopaganismo. Alguns membros do mundo não tribal também se consideram animistas (como o autor Daniel Quinn, o escultor Lawson Oyekan, e muitos neopagãos).
No animismo, os rituais são realizados para manter as relações entre humanos e espíritos. Os povos indígenas costumam realizar esses rituais para apaziguar os espíritos e solicitar sua ajuda durante atividades como caça e cura. Na região do Ártico, certos rituais são comuns antes da caça como forma de mostrar respeito pelos espíritos dos animais.
O termo aparece em novas discussões nas artes. Nas literaturas africanas lusófonas, francófonas, anglófonas, entre outras, o que outrora era chamado de realismo mágico ou realismo fantástico, é hoje, reconhecido como realismo animista.